# Medeglia
Medeglia est une localité et une ancienne commune suisse du canton du Tessin, située dans la commune de Monteceneri.